# Slovenský horolezecký spolok JAMES
Slovenský horolezecký spolok JAMES (Kürzel SHS JAMES, deutsch: Slowakischer Bergsteigerverband JAMES) ist der nationale slowakische Bergsteigerverband mit Sitz in Bratislava. Er wurde am 13. März 1990 gegründet. Zum Verband gehört auch die Handelsgesellschaft JAMES SLOVAKIA s.r.o.
SHS JAMES möchte Menschen zusammenbringen, die sich für die unterschiedlichen Arten von Bergsteigen auf unterschiedlichem Leistungsniveau interessieren, und organisiert die Kletteraktivitäten in der Slowakei. Die Mitglieder üben ihren Sport im Bewusstsein ihrer eigenen Verantwortung für die Sicherheit aus, sie beachten sportliche und ethische Grundsätze des Kletterns und respektieren den Naturschutz. SHS JAMES vertritt das Bergsteigen in der Slowakei gegenüber staatlichen und nichtstaatlichen Organisationen. Der Verband repräsentiert diesen Sport sowohl in den wettkampforientierten wie auch in den nicht-wettkampforientierten Disziplinen. Er organisiert nationale Wettkämpfe und vertritt die Interessen seiner Mitglieder in internationalen Wettkämpfen. SHS JAMES bietet auch Ausbildung und Trainingsmöglichkeiten für Kinder und Jugendliche mit Interesse am Bergsteigen.
SHS JAMES ist Mitglied in der UIAA, in der IFSC und der EUMA. Er gibt vierteljährlich die Zeitschrift horolezec heraus.

## Geschichte

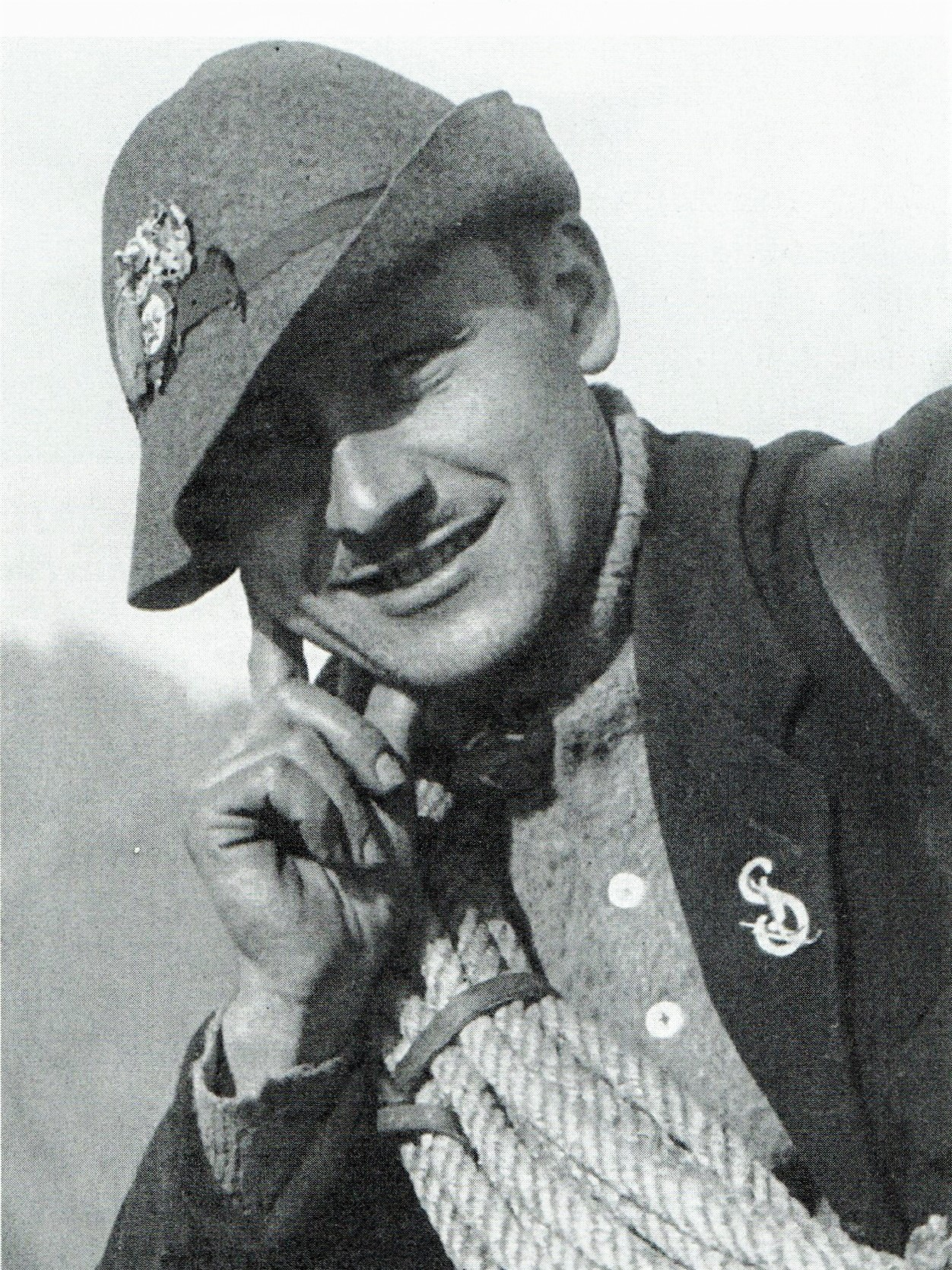
Mikuláš Mlynarčík, einer der Vereinsgründer (1921)

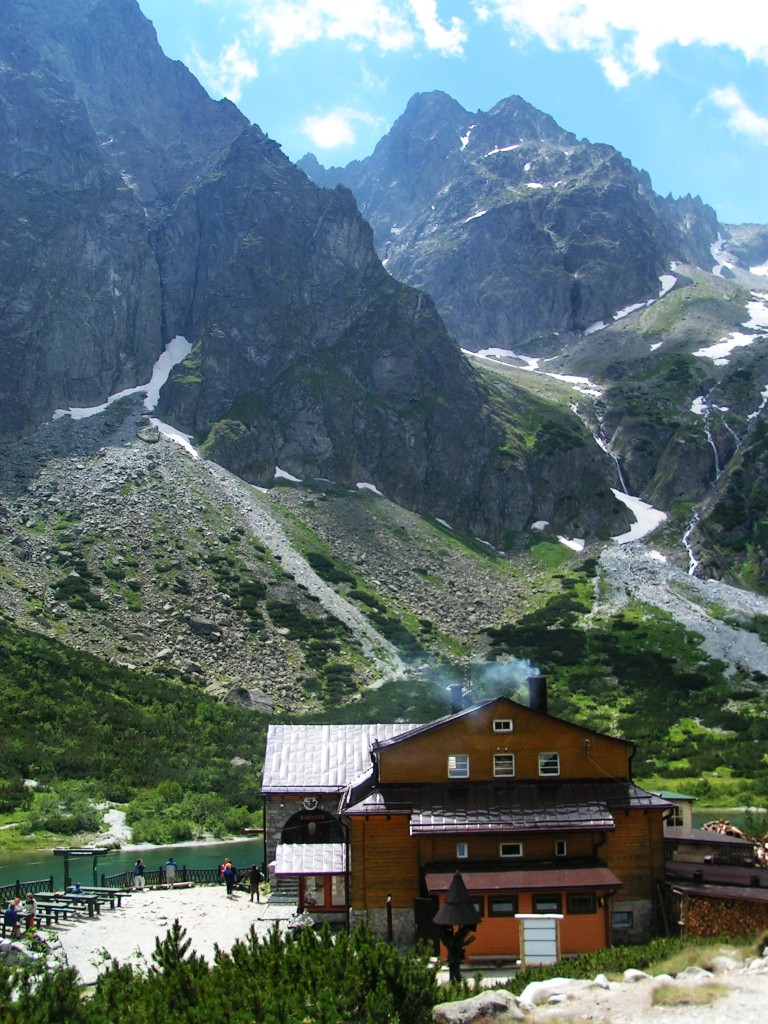
Chata pri Zelenom plese (1550 m)

Ab Ende des 19. Jahrhunderts organisierten sich Bergsteiger aus der slowakischen Hohen Tatra im 1873 gegründeten Ungarischen Karpathenverein. Nach dem Zerfall der Österreichisch-Ungarischen Monarchie beschloss ein kleiner Kreis slowakischer Bergsteiger bei einem Treffen in Spišská Nová Ves am 17. August 1921 einen eigenen Verein zu gründen. Sie gaben ihm den Namen JAMES.
Den Ursprung dieses Namens erläuterte einer der Vereinsgründer, der slowakische Bergsteiger Mikuláš Mlynarčík, in einem Tagebucheintrag vom 14. August 1921. An diesem Tag bestieg er zusammen mit zwei karpathendeutschen Bergsteigern aus dem Karpathenverein die Lomnitzer Spitze (2634 m n.m.) in der Hohen Tatra. Nach dem Abstieg trafen sie sich in der Berghütte am Grünen See (Chata pri Zelenom plese, 1550 m) Mlynarčík schreibt: In der Hütte herrschte gute Laune. Man saß zusammen mit anderen Touristen, trank guten Wein und sang gemeinsame Lieder. Nach einem köstlichen Abendessen mit Suppe und verschiedenen Fleischgerichten wurde auch Pfirsichmarmelade – James – serviert. Das ist eine Lieblingsspeise in dieser Berggegend. Dazu existiert dort die Redewendung: Komm Kumpel, es gibt James. Als Erinnerung an diesen gelungenen Tag beschloss die Gruppe, die Bergsteiger aus Spišská Nová Ves von jetzt an Jamesaken zu nennen. Und bei einem Unfall, Gefahr und bei anderen Gelegenheiten das Motto James zu rufen, um sich gegenseitig zu helfen.
Die Gruppe der Jamesaken bestand zunächst nur aus einem kleinen Kreis von Enthusiasten. Die konstituierende Sitzung des Vereins fand erst am 14. August 1926 in der Berghütte am Popradské pleso statt. Hier trafen sich 39 Mitglieder, sie verabschiedeten eine Satzung und gaben sich den Namen Spolok tatranských horolezcov JAMES (Verein der Tatra-Bergsteiger JAMES) mit Sitz in Spišská Nová Ves. Zwei Jahre später genehmigten die Behörden die Satzung und registrierten den Verein. Um ihren Namen zu erklären, wiesen die Mitglieder den Anfangsbuchstaben des Wortes JAMES Stichworte zu, die den Charakter und Philosophie des Vereins zum Ausdruck bringen sollten: I – Idealismus, A – Alpinismus, M – Moral, E – Eugenik, S – Solidarität. Niemand störte sich daran, dass der erste Buchstabe J dabei zu I wurde.
Im Jahr 1932 wurde JAMES Mitglied in der UIAA, zu dieser Zeit zählte der Verein etwa 150 Mitglieder.
Nach der Gründung der autonomen Slowakischen Republik im Jahr 1938 mussten sich JAMES und andere Sportvereine in dem 1939 in Liptovský Mikuláš gegründeten Klub slovenských turistov a lyžiarov KSTL (Klub slowakischer Touristen und Skifahrer) zusammenschließen. Nach dem Zweiten Weltkrieg und dem kommunistischen Umsturz wurde der KSTL aufgelöst und die slowakischen Bergsteiger in den 1952 gegründeten Slovenský výbor pre telesnú výchovu a šport (Slowakisches Komitee für Leibeserziehung und Sport) eingegliedert. Nach dessen Auflösung entstand dann im Jahr 1956 Československý zväz telesnej výchovy ČSZTV (Tschechoslowakischer Verband für Leibeserziehung) mit einer eigenen slowakischen Sektion.
In den politisch freieren Verhältnissen des Jahres 1968 gelang es den slowakischen Bergsteigern unter dem Dach von ČSZTV den Verein JAMES neu zu gründen. Sie änderten dabei die Transkription des Namens in IAMES und erklärten es in ihren Statuten als: I – Idealismus, A – Alpinismus, M – Moralität, E – Enthusiasmus, S – Solidarität. Nach vielen Diskussionen im Jahr 1989 haben sich die Mitglieder schließlich entschlossen, den ursprünglichen Vereinsnamen JAMES wieder anzunehmen und gründeten am 13. März 1990 den „dritten James“, den Slovenský horolezecký spolok JAMES (SHS JAMES).

## Berghütten
SHS JAMES ist zusammen mit dem Klub slovenských turistov Miteigentümer von vier Berghütten in der Hohen Tatra:
- Téryho chata (2015 m)[9]
- Zbojnícka chata (1960 m)[10]
- Chata pri Zelenom plese (1551 m)[11]
- Chata pod Rysmi (2250 m), die höchstgelegene Berghütte in der Hohen Tatra[12]